# Le Passage de la nuit
Le Passage de la nuit (アフターダーク, Afutā dāku) est le onzième roman de l'écrivain japonais Haruki Murakami.
Publié en 2004 au Japon, il a été traduit du japonais en français en 2007 par Hélène Morita (avec la collaboration de Théodore Morita). Son titre original n'est pas du japonais mais est la transcription phonétique de l'anglais « After dark » (Après la tombée de la nuit) en syllabaire katakana.

## Résumé
Le temps d'une nuit, pareils à des mobiles lancés sur une trajectoire (qui devient dès lors la leur, sans que rien puisse, en l'état actuel des connaissances, en justifier le sens), se rencontrent et/ou se croisent des individus, le temps d'un itinéraire contraire ou d'une discussion dont le contenu fera se dilater le temps.
La ville devient dès lors un cosmos dans lequel se développent d'étranges phénomènes (parce qu'inexpliqués ?).
Le point de vue de l'auteur : un œil surplombe la ville et se dirige dans un mouvement de focale, vers les lieux d'actions. Le cosmos serait-il réductible à un panoptique ?